# Paseo de la Castellana
Pour les articles homonymes, voir Castellana.
Le Paseo de la Castellana est l'une des plus grandes et célèbres artères de Madrid. Orienté nord/sud, il totalise dix voies de circulation routière (six voies centrales et quatre voies latérales) et s'étire sur plus de six kilomètres, traversant la ville du nord au sud depuis Nudo Norte jusqu'à la Plaza de Colón. Le Paseo de la Castellana se poursuit au sud de la Plaza de Colón mais en changeant de nom, devenant le Paseo de Recoletos jusqu'à la Plaza de Cibeles, puis enfin le Paseo del Prado (sur lequel se trouve le fameux musée du Prado) jusqu'à la gare d'Atocha. Un important projet urbanistique, connu sous le nom de "Operación Chamartín", prévoit le prolongement du paseo vers le nord.

## Description
Appelée « la Castellana » par les Madrilènes, desservie par de nombreux arrêts de métro, cette large avenue concentre le long de son trajet une multitude d'institutions étatiques, de sièges sociaux, de grands magasins, etc. Elle est jalonnée à intervalle régulier d'imposantes places, dont la célèbre Plaza de Castilla. Le complexe financier et centre d'affaires d'AZCA, unique exemple du genre en Espagne, s'est développé de part et d'autre de la Castellana. L'avenue concentre la quasi-totalité des gratte-ciels de la capitale espagnole[précision nécessaire]. L'antre du Real Madrid, le stade Santiago Bernabéu, se trouve également sur la Castellana, à hauteur de la Plaza de Lima. Castellana se situe au nord ouest de Madrid.

## Liste des bâtiments bordant la Castellana
- Ministère de la Politique territoriale
- Ministère de l'Intérieur
- Musée d'art abstrait
- Muséum des sciences naturelles
- Complexe Nuevos Ministerios
  - Ministère du Travail
  - Ministère des Transports
  - Ministère du Logement
  - Ministère de la Transition écologique
- Quartier d'affaires d'AZCA
- Tour BBVA
- Tour Picasso
- Tour Europa
- Stade Santiago Bernabéu
- Palais des Congrès de Madrid
- Ministère de la Défense
- Ministère de l'Industrie
- Ministère de l'Économie
- Ministère de la Science
- Institut national des statistiques
- Tribunal de grande instance
- Porte de l'Europe (Tours Kio)
- Gare ferroviaire de Chamartín
- Palais des expositions
- Siège social de Repsol
- Siège social de Seat

## Protection

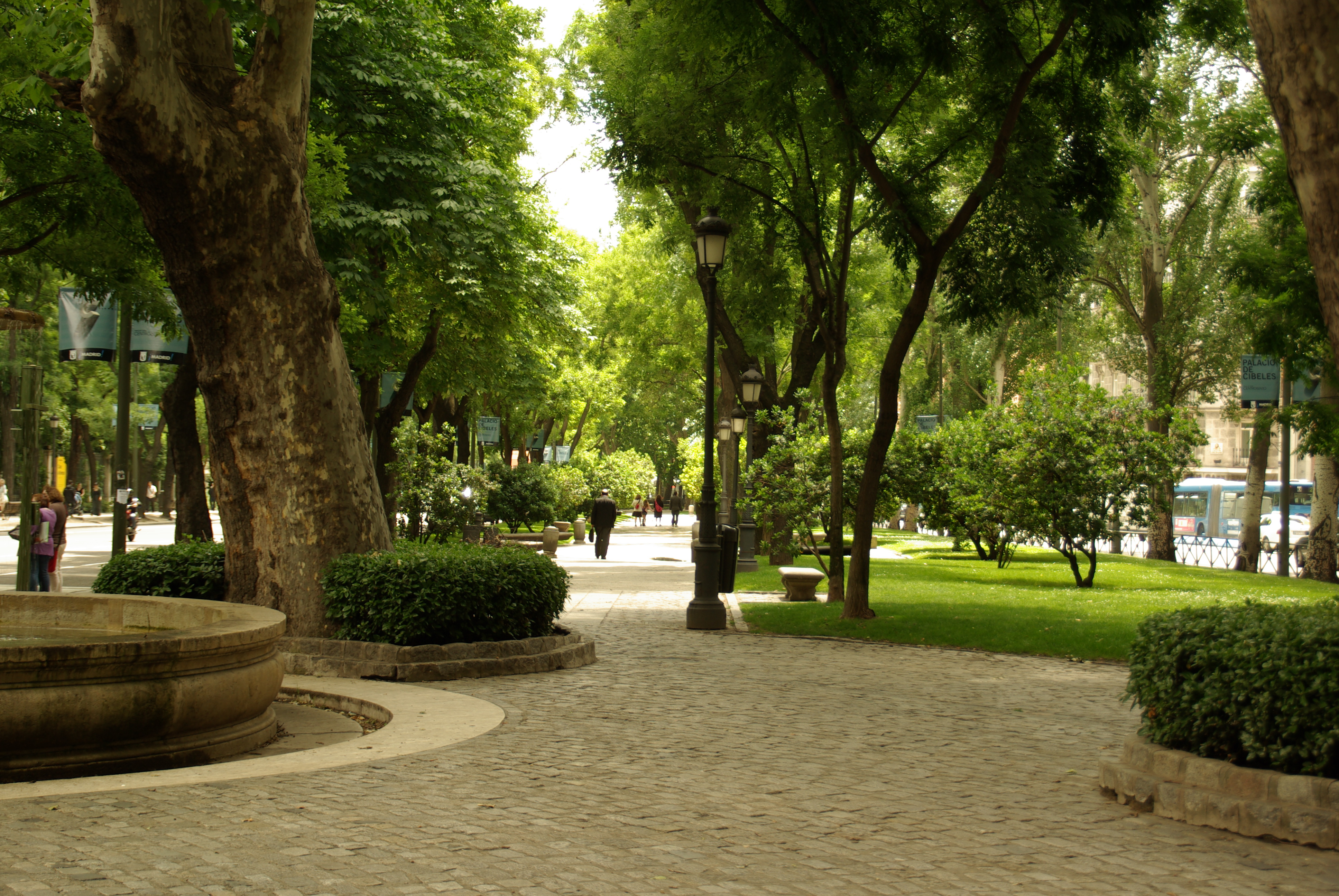
Le paseo del Prado en 2011

Le paseo del Prado est inscrit, avec le site du Buen Retiro, sur la liste du patrimoine mondial par l'UNESCO le 25 juillet 2021 sous le nom de Paseo del Prado et Buen Retiro, un paysage des arts et des sciences.